# الحديدة (إب)
الحديدة هي إحدى قرى الجمهورية اليمنية. وهي تتبع جغرافيًا لمحافظة إب. وإداريًا لمديرية المخادر. يبلغ تعداد سكانها 998 نسمة حسب الإحصاء الذي جرى عام 2004.